# 戈壁公司
戈壁（Gobi）公司是蒙古国最大的羊绒制品公司。

## 简介
该公司成立于1981年，由日本国政府援建。截至2010年，有职工1000余名，下设6个分公司，年产35万件羊绒衫，50万件驼绒毯及羊绒毯。该公司的产品出口到中国、日本、美国、意大利、英国等十余个国家。
该公司为股份制企业，截至2010年，国家股份占75％，私人股份占25％。根据蒙古国推行的国有资产私有化的政策，该公司将逐步完全实现私有化。